# لاگ (نیدرزاکسن)

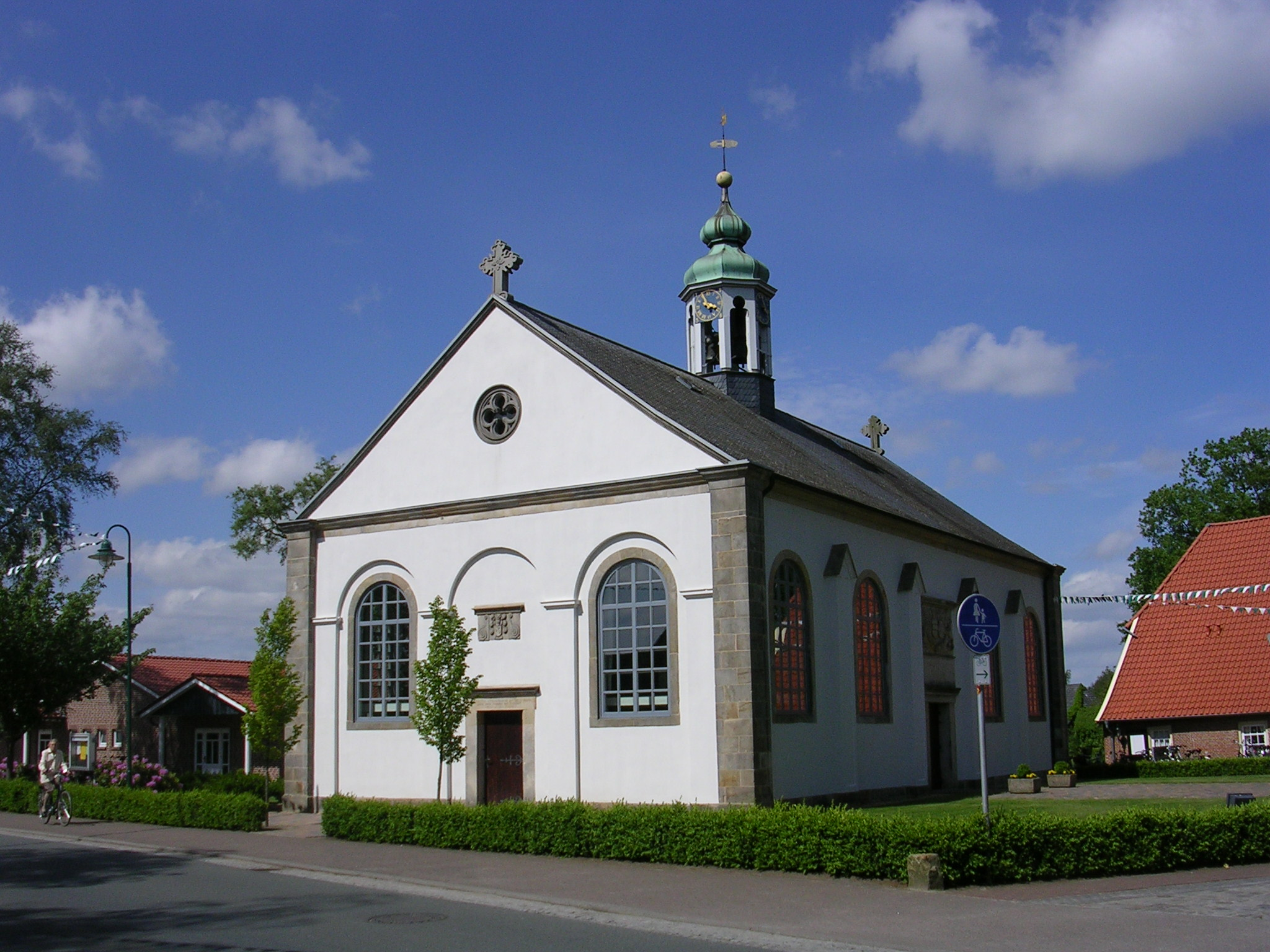
شهر لاگ

لاگ (به آلمانی: Lage) یک شهر در آلمان است که در گرافشافت بنتهایم واقع شده‌است. لاگ ۱٬۰۰۹ نفر جمعیت دارد.